# Yâna
Yāna (sanskrit : यान et pali : « véhicule ») désigne dans le bouddhisme un mode, une école, ou une voie de la pratique spirituelle. Une traduction plus appropriée pourrait être « moyen de progression ». Différents courants distinguent différents types et nombre de yānas. Le bouddhisme est couramment présenté comme divisé en deux sortes d’enseignements : le « petit véhicule » (hīnayāna), et le « grand véhicule » (mahāyāna), que l’on appelle donc des « voies » auxquelles on pourrait ajouter le « véhicule de diamant » (vajrayāna), qui se rattache au mahāyāna mais qui serait considéré ainsi comme une troisième voie.

## Origine
Cet emploi du terme yâna apparaît sporadiquement dans les textes hindous comme le Rig-Véda qui mentionne le devayâna, « voie des dieux ». Selon le commentaire Upanishad, le devayâna désigne la pratique des ermites de forêt, alors que le pitryâna est la pratique des villageois.
Le canon pali contient la métaphore du dhammayânam, « char du dharma », dont les différents éléments représentent les pratiques (magga) et le Noble Chemin Octuple, mais c’est dans le mahâyâna que la métaphore du yâna prend vraiment son essor. Le 2e chapitre du Sūtra du Lotus s’intitule  “moyen efficace (ou salvifique)” (sk. : Upāya kauśalya, jp. : Hoben) et le suivant (Analogies et paraboles) décrit comment de jeunes garçons s’échappent d’une maison en feu représentant le monde (samsâra) par la promesse de chars tirés par des animaux différents, qui représentent les voies des trois types d’éveil. Ce sont différents moyens opportuns menant tous vers l’ekayāna (en), véhicule unique de la bouddhéité, représenté par un char tiré par un bœuf blanc, plus magnifique encore que ceux leur père leur avait promis afin de les attirer à l’extérieur.

## Différents regroupements
- « véhicule unique » (ch. yisheng 一乘), ekayāna (en)[4] : cette notion est associée au Sūtra Avatamsaka et au 3e chapitre du Sūtra du Lotus dans lequel les trois véhicules traditionnels, (shrāvakayāna, Pratyekabuddhayāna et bodhisattvayāna sont subsumés[5],[6], particulièrement étudié par Zhiyi et dans les écoles Tiantai, Tendai et le bouddhisme de Nichiren. Par leur intermédiaire il s’associe au Chan et au Zen.

- Le terme « deux véhicules » (ersheng 二乘) peut désigner dans le mahâyâna le bouddhisme hînayâna qui n’encourage pas chacun à suivre la voie du bodhisattva et considère que seules les deux voies de l’arhat (dernier degré de Shravaka) et du Pratyekabuddha sont accessibles au grand nombre. Un autre sens bien connu au-delà même du monde bouddhique est « hînayâna et mahâyâna », « grand » et « petit » véhicules ; néanmoins, le terme hînayâna, créé par les promoteurs du mahâyâna, peut être récusé comme dédaigneux et certains lui préfèrent theravâda. Cette équivalence des deux termes hînayâna et théravâda correspond à la réalité actuelle mais non à la réalité historique ; en effet, le hînayâna tel qu'il était vu par les premiers tenants du mahâyâna a compté jusqu'à dix-huit écoles ; parmi celles-ci, seul le théravâda subsiste de nos jours.

- Le terme « trois véhicules »  (ch. sansheng 三乘) peut désigner soit les voies différentes vers l’état d’éveil soit le découpage des enseignements du bouddhisme en hînayâna, mahâyâna et vajrayâna.

- L’expression « quatre véhicules »  (ch. sisheng 四乘) désigne les deux véhicules ersheng (arhat et pratyekabuddha), le mahâyâna et le vajrayâna.

- L’expression « cinq véhicules »  (ch. wusheng 五乘) désigne le niveau élémentaire de la pratique (purusayâna), le second niveau (devayâna) et les voies des trois bouddhas.

- Les courants vajrayâna distinguent un plus grand nombre de yânas, dont le hînayâna, le mahayâna et de nombreuses pratiques tantriques.
  - Le Shingon connaît six véhicules.
  - La tradition tibétaine Nyingma compte neuf véhicules : 
    - Trois niveaux non tantriques : voies de l’arhat, du pratyekabuddha et du bodhisattva
    - Trois niveaux tantriques externes : kriyatantra, upatantra, yogatantra
    - Trois niveaux tantriques internes : mahayoga, anuyoga et atiyoga

  - D’autres traditions tantriques reconnaissent douze véhicules :
    - Trois niveaux non tantriques : voies de l’arhat, du pratyekabuddha et du bodhisattva
    - Neuf niveaux tantriques : kriyayoga, charyayoga/upayoga, yogatantra, mahayoga, anuyoga, atiyoga, semde, longde, mengagde.

## Un yâna moderne?
Le mouvement bouddhiste dalit est appelé navayâna, ou nouveau véhicule par certains ambedkarites.